# تیساریان
تیساریان (به مجاری: Tiszatarján) روستاییست در استان بورشود-آبااوی-زمپلن در کشور مجارستان. جمعیت این روستا در ۲۰۰۹، ۱،۴۳۳ نفر بوده‌است.